# 大西実生子
大西 実生子（おおにし みおこ）は日本の漫画家。

## 作品リスト

### 連載
- イゾラバ!（『月刊少年チャンピオン』[1]、秋田書店、全2巻）
- 八咫烏夢淡雪（『ヤングチャンピオン』2009年No.17[2] - No.20、秋田書店）
- バトル・ロワイアル 天使たちの国境 Episode.1 （原作：高見広春、『ヤングチャンピオン』2011年No.3 - No.8、秋田書店、全1巻）
- 沙門空海唐の国にて鬼と宴す（原作：夢枕獏、『サムライエース』Vol.1 - Vol.10で休載[3]、角川書店、既刊1巻）
- 僕僕先生（原作：仁木英之、『Nemuki+』2014年7月号[4] - 2018年1月号、朝日新聞出版、全4巻）
- フェンリル（原作：赤松中学、『月刊ビッグガンガン』2018年Vo.09[5] - 2021年Vo.12、スクウェア・エニックス、全4巻）

### 読み切り
- はしのはなし （『ヤングマガジン増刊青BUTA』1998年1号）

### その他
- もののけ寺の白菊丸（著者：瀬川貴次、『集英社オレンジ文庫』2023年12月 - 2024年11月発売） - イラスト